# Сборная Колумбии по мини-футболу
Сборная Колумбии по мини-футболу представляет Колумбию на международных соревнованиях по мини-футболу.
Главным достижением команды стало четвёртое место, которое команда заняла на чемпионате мира по мини-футболу 2012 в Таиланде. Так же команда заняла 4 место на Кубке Америки в 2011 и 2015 годах.

## Турнирные достижения

### Чемпионат мира по мини-футболу
- 2012 — 4-е место
- 2016 — 1/8 финала

### Кубок Америки
- 2008 — 5-е место
- 2011 — 4-е место
- 2015 — 4-е место